# Communauté de communes de Marckolsheim et environs
Pour les articles homonymes, voir CCME.
La communauté de communes de Marckolsheim et environs est une ancienne communauté de communes située dans le département du Bas-Rhin et la région Alsace qui regroupait 8 communes.

## Histoire
La communauté de communes de Marckolsheim et environs (CCME) a été créée le 31 décembre 1993 et se substitue un SIVOM datant de 1974.
Le 1er janvier 2012, elle fusionne avec la communauté de communes du Grand Ried pour former la communauté de communes du Ried de Marckolsheim

## Territoire communautaire

### Composition
La communauté de communes était constituée des 8 communes suivantes :

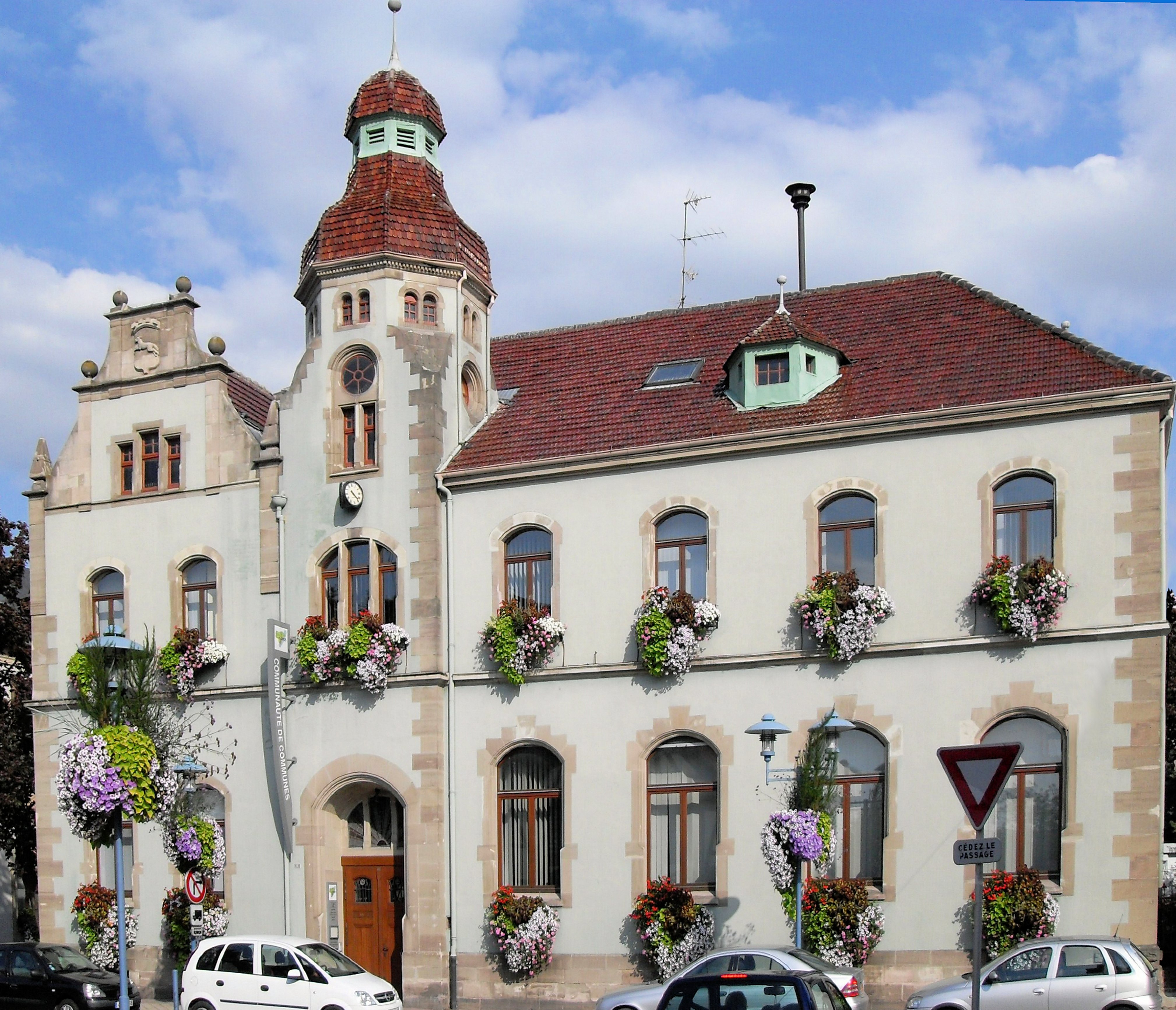
Quartier administratif de la CCME

| Nom                  | Code Insee | Gentilé         | Superficie (km2) | Population (dernière pop. légale) | Densité (hab./km2) |
| -------------------- | ---------- | --------------- | ---------------- | --------------------------------- | ------------------ |
| Marckolsheim (siège) | 67281      | Marckolsheimois | 33,36            | 4 265 (2008)                      | 128                |
| Artolsheim           | 67011      | Artolsheimois   | 11,25            | 890 (2008)                        | 79                 |
| Bootzheim            | 67056      | Bootzheimois    | 5,91             | 597 (2008)                        | 101                |
| Elsenheim            | 67121      | Elsenheimois    | 9,61             | 797 (2008)                        | 83                 |
| Heidolsheim          | 67187      | Heidulfois      | 5,92             | 469 (2008)                        | 79                 |
| Hessenheim           | 67195      | Hessenheimois   | 5,21             | 555 (2008)                        | 106                |
| Mackenheim           | 67277      | Mackenheimois   | 11,79            | 705 (2008)                        | 60                 |
| Ohnenheim            | 67360      | Ohnenheimois    | 12,12            | 855 (2008)                        | 70                 |

## Administration

### Siège
Le siège de la communauté de communes de Marckolsheim et environs était à Marckolsheim.

### Conseil communautaire
Les 26 conseillers titulaires étaient répartis selon le droit commun comme suit : 
| Nombre de délégués | Communes                                                                         |
| ------------------ | -------------------------------------------------------------------------------- |
| 12                 | Marckolsheim                                                                     |
| 2                  | Artolsheim, Bootzheim, Elsenheim, Heidolsheim, Hessenheim, Mackenheim, Ohnenheim |

### Liste des présidents
| Période                                  | Période | Identité                   | Étiquette | Qualité                             |
| ---------------------------------------- | ------- | -------------------------- | --------- | ----------------------------------- |
| Les données manquantes sont à compléter. |         |                            |           |                                     |
| ca. 1996                                 | 2008    | Léon Siegel                | DVD       | Maire de Marckolsheim (1974 → 2008) |
| 2008                                     | 2012    | Frédéric Pfliegersdoerffer | UMP       | Maire de Marckolsheim (2008 → )     |